# Brixellum
Brixellum è un antico centro, di origine romana, situato dove oggi si trova la città di Brescello.

## Origini
Brixellum sorse alla confluenza del torrente Enza con il fiume Po, forse come emanazione di Brixia (l'attuale Brescia), l'antica capitale dei Galli Cenomani. I Cenomani furono alleati fedeli dei Romani, infatti vi sono notizie dell'utilizzo del porto fluviale da parte delle forze romane isolate in Emilia già all'inizio della guerra contro Annibale. Fu probabilmente per questo motivo che Brixellum venne eletta come municipium, a cui venne attribuito un territorio centuriato, e assurse a notevole importanza per tutta l'età antica.
Nella pianura reggiana fin dall'età del bronzo si praticavano sia l'agricoltura intensiva che l'allevamento e vi erano centri abitati stabili. Tali insediamenti furono abbandonati nel corso del XII secolo a.C. per motivi non ancora chiariti. A partire dal VII secolo a.C. il popolamento dell'area tra l'Enza e il Po riprese.
Tra il VI secolo e il IV secolo a.C. la pianura reggiana fece parte dell'Etruria padana, che costituiva il "granaio" delle città etrusche centro-italiche. Brixellum, trovandosi in una posizione geografica ideale per i trasporti fluviali, mantenne contatti commerciali consistenti con numerose altre città della pianura Padana.

## L'età Romana
L'occupazione romana della zona avvenne nel II secolo a.C. con la fondazione della colonia di Bononia (Bologna), la tracciatura della Via Aemilia e la fondazione di Mutina (Modena) e Parma. La divisione del territorio e l'assegnazione ai nuovi coloni avvenne mediante lo schema della centuriazione, ovvero la suddivisione con assi stradali (kardines e decumani) che si intersecano ad angolo retto alla distanza regolare di 710 m (1 actus) definendo, con un reticolo di strade, dei quadrati di 200 iugeri di superficie. La fitta maglia a scacchiera permetteva lo sfruttamento intensivo del territorio.
Fra la metà del II e la fine del I secolo a.C. la popolazione della zona si incrementò grazie a interventi sull'ambiente (realizzazione di argini, deviazione di corsi d'acqua minori). Non mancarono porzioni di territorio lasciate a bosco per l'allevamento dei suini e terreni incolti o paludosi.
Gli scavi archeologici e le fonti storiche indicano Brixellum come una cittadina prospera, in cui era attivo un ceto medio costituito da mercanti, piccoli e medi proprietari agricoli, artigiani, militari.
Le abitazioni di Brixellum si dividevano in:
- Insulae: il tipo di abitazione urbana più diffusa, sviluppata su uno o più piani, con il piano terra occupato da botteghe che si affacciavano sulla strada, e quelli superiori suddivisi in numerosi appartamenti di piccole dimensioni.
- Domus: le case signorili di città, solitamente a un solo piano, destinate ad un singolo nucleo familiare e alla numerosa servitù. Le Domus erano contraddistinte da vani eleganti, decorati con mosaici e pitture parietali, e spazi dedicati alle attività domestiche.

### I mosaici
Negli scavi dei primi del '900, furono scoperte raffinate pavimentazioni, appartenenti a una Domus, realizzate con cubetti (tesserae) di pietra bianca e nera. In tali mosaici, semplici motivi geometrici e schemi curvilinei e rettilinei sono combinati con fantasia e varietà. Si notano motivi di ispirazione orientale (come le svastiche, simboli del sole, provenienti dall'India attraverso la Turchia), mentre i motivi triangolari erano tipicamente romani.

### Gli affreschi
Alcuni frammenti di affreschi rinvenuti negli scavi delle Domus hanno colori di grande vivacità, nonostante i secoli di esposizione alle intemperie. La tecnica d'affresco che permise ai romani di far durare così a lungo tali loro opere consisteva nello stendere il colore quando il materiale della parete era ancora fresco, in modo che fosse assorbito più in profondità.

### Le bonifiche aBrixellum
Gli scavi archeologici condotti nel centro dell'attuale Brescello hanno portato alla luce una grande quantità di anfore utilizzate in opere di bonifica e drenaggio del territorio. Si tratta di una pratica piuttosto diffusa all'epoca nelle aree alluvionali o nei delta dei fiumi.
Le anfore, una volta conclusa la loro funzione originale di contenitori per il trasporto di derrate, venivano infatti disposte nel terreno, in modo regolare, nelle fondamenta di successive opere murarie o edifici. Tipicamente venivano utilizzate secondo uno dei seguenti tre schemi:
- Protezione anticapillare: le anfore venivano infisse nel terreno capovolte, in modo che i corpi vuoti costituissero delle vere e proprie camere di espansione capaci di assorbire l'acqua quando la falda idrica sottostante si alzava, impedendo così la risalita capillare delle acque, causa di umidità nelle case soprastanti;
- Drenaggio per captazione: le anfore venivano disposte orizzontalmente una nell'altra, formando una sorta di canaletta sotterranea capace di intercettare e deviare l'acqua in eccesso;
- Alleggerimento: in presenza di terreni di scarsa consistenza, parti delle future fondazioni venivano sostituite con anfore, in modo da permettere un alleggerimento del terreno capace di compensare il carico trasmesso dalla successiva costruzione.

La presenza di anfore in numero così elevato da essere utilizzate, a fine vita, come materiale da costruzione, testimonia della ricchezza dei commerci del porto fluviale di Brixellum.

## Il monumento dei Concordii
Scoperto nel 1929 a due chilometri da Brescello, nel luogo dove si trovava una delle necropoli della città antica. Costituisce un decoro architettonico funerario detto "a recinto". Tra i fregi si notano:
- Due amorini che spengono una fiaccola premendola verso terra (un diffuso motivo funerario dell'età romana)
- una valva di conchiglia con i busti-ritratto dei due liberti ricordati nell'iscrizione funeraria
- un tondo, inquadrato da due semicolonne tortili, raffigurante due donne
- un fregio orizzontale con scene di caccia
- un riquadro a bassorilievo che presenta la personificazione delle quattro stagioni

## Il Pasquèn
Così viene chiamata tradizionalmente, a Brescello, la statua del grande Ercole, il cui originale si trova nel piccolo Museo Archeologico della città, e di cui una copia è posta nella piazza principale.
La statua venne creduta di origine romana fino al 1871, quando Giuseppe Campori dimostrò che era stata scolpita dal 1550 al 1553 da  Jacopo Sansovino.